# Tổ chức quốc tế
Một tổ chức quốc tế là một cơ quan hay đoàn thể gồm những thành phần tham gia từ nhiều quốc gia hoặc sự hiện diện ở tầm mức quốc tế.

## Phân loại
Có hai loại tổ chức quốc tế chính, gồm:

### Các tổ chức quốc tếPhi chính phủ(NGO):
Các tổ chức phi chính phủ (NGO) hoạt động trên phạm vi quốc tế. Các tổ chức này có thể là:

#### Các tổ chức quốc tếPhi lợi nhuận:
Là các tổ chức như Ủy ban Olympic Quốc tế, Tổ chức Phong trào Hướng đạo Thế giới, Ủy ban quốc tế Chữ thập đỏ và Bác sĩ không biên giới.

#### Các Tập đoàn quốc tế:
Còn gọi các Tập đoàn đa quốc gia. Chẳng hạn như Công ty Coca-Cola, Sony, Nintendo, McDonalds, Toyota… 

### CácTổ chức liên chính phủ:
Còn được gọi là tổ chức chính phủ quốc tế (IGO). Đây là loại hình tổ chức sát nghĩa nhất với thuật ngữ tổ chức quốc tế. Những tổ chức này được thành lập từ các Quốc gia có chủ quyền (gọi tắt là các nước thành viên). Những ví dụ rộng rãi về loại hình tổ chức này là Liên Hợp Quốc (UN), Tổ chức An ninh và Hợp tác châu Âu (OSCE), Hội đồng châu Âu (EC), Liên minh châu Âu (EU), Tổ chức Thương mại Thế giới (WTO). Liên Hợp Quốc dùng từ "tổ chức liên chính phủ" khi nói về loại hình tổ chức này để thay cho "tổ chức quốc tế" nhằm tránh nhầm lẫn.

### Mạng lưới Chính sách công Toàn cầu (GP
Hình thức này có thể được coi là một loại tổ chức quốc tế thứ ba. Loại hình này có rất nhiều dạng và có thể được hình thành từ các nhân tố Nhà nước và Phi nhà nước. Các nhân tố phi nhà nước liên quan đến GPPN có thể bao gồm: các tổ chức liên chính phủ, các nhà nước, các Cơ quan nhà nước, các Chính quyền khu vực hoặc Khu tự trị, trong quan hệ đối tác với các tổ chức phi chính phủ, các Công ty tư nhân…